# L'Hameçon âme sœur
Pour plus de détails, voir Fiche technique et Distribution.
L'Hameçon âme sœur (Greetings Bait) est un court métrage d'animation de la série américaine Merrie Melodies réalisé par Friz Freleng, produit par les Leon Schlesinger Productions et sorti en 1943.